# Field Rock
Field Rock är en kulle i Antarktis. Den ligger i Östantarktis. Australien gör anspråk på området. Toppen på Field Rock är 18 meter över havet.
Terrängen runt Field Rock är kuperad åt sydost, men åt nordost är den platt. Havet är nära Field Rock åt nordväst. Trakten är glest befolkad. Närmaste befolkade plats är Mawson Station, 1,4 kilometer väster om Field Rock. 